# Angelica Öhrn
Angelica Öhrn, född 1976, är en svensk kärnfysiker och författare till barn- och ungdomsböcker.

## Biografi
Angelica Öhrn disputerade 2008 på en avhandling inom tillämpad kärnfysik med kartläggning av elastisk spridning hos neutroner med energin 96 MeV. Åren 2008–2012 arbetade hon vid Westinghouse i Västerås som projektingenjör i kärnkraftbranschen, och övergick 2012 till att arbeta som inspektör vid Strålsäkerhetsmyndigheten.
År 2017 debuterade hon som författare med boken Anton och Teitur. Boken nominerades samma år till Sveriges författarförbunds debutantpris Slangbellan för bästa debut, med motiveringen "Angelica Öhrns Anton och Teitur är en vacker och driven uppväxtskildring, och en hästbok som både är trogen sin genre och uppfriskande oförutsägbar. Närheten mellan pojken och hans häst i en vuxenvärld som sviker är fint framskriven."
Boken Får mormor komma hit (2018) är en barnbok som förklarar för både små och stora hur migrationsrätten faktiskt fungerar. Boken är skriven av Öhrn i samarbete med hennes syster Christina Hildebrand som är åklagare, men tidigare arbetat vid både Migrationsdomstolen och Migrationsöverdomstolen.
Boken Drömmen om Chamir (2018) handlar om ridskoleryttaren Julias kamp för att köpa sin älsklingshäst. Boken beskrivs som en klassisk och engagerande ponnyroman i ridskolemiljö, där Julia får övertyga sin mamma om vad som är viktigt och vad som krävs för att förankra drömmen i verkligheten.
Under 2024 är Angelica länsförfattare i Västmanland.

### Julia och Chamir
- 2018 –  Drömmen om Chamir. Bromma: Ordalaget bokförlag. Libris 21674547. ISBN 9789174692273
- 2019 –  Chamir och sommarpokalen. Bromma: Ordalaget bokförlag. Libris pz0tr657m591fbkw. ISBN 9789174692594
- 2020 –  Det brinner, Chamir!. Bromma: Ordalaget bokförlag. Libris nzd5xmg1lkhd4812. ISBN 9789174693034

### Faktaböcker
- 2018 – Öhrn, Angelica; Hildebrand Christina, Wallin Hedvig. Får mormor komma hit?: en bok om migrationsrätt. [Lerum]: Idus förlag. Libris cmhh3v6t9gxdcc2w. ISBN 9789175778556
- 2021 – Ekensten, Ann-Charlotte; Öhrn Angelica. Fakta om käpphästar. Lund: Nypon förlag. Libris 1dmmmfmqzlnm5lr5. ISBN 9789179872595
- 2022 – Ekensten, Ann-Charlotte; Öhrn Angelica. Fakta om kaninhoppning. Lund: Nypon förlag. Libris 9p4q8tjf70dc01dg. ISBN 9789179873639

### Fotboll, Roslunden BK
- 2020 –  För lagets bästa. Bromma: Ordalaget bokförlag. Libris 4gkcmjq02zp3tx8p. ISBN 9789174693652
- 2021 –  Rätt i mål. Bromma: Ordalaget bokförlag. Libris t6qm65zmrn85gjt4. ISBN 9789174694284

- 2023 –  Hål i nätet. Bromma: Ordalaget bokförlag. Libris r7tm443sppd166bh. ISBN 9789174695441